# Satoshi Saida
Satoshi Saida, (japanska: 斎田 悟司?, Saida Satoshi), född den 26 mars 1972 i Yokkaichi i Mie prefektur, är en japansk utövare av rullstolstennis. Saida har erövrat guldmedalj i rullstolstennis dubbel vid de paralympiska spelen 2004 i Aten, tillsammans med Shingo Kunieda. Vid de paralympiska spelen 2008 i Peking lyckades de inte försvara titeln, men erövrade bronsmedalj. Paret erövrade brons i dubbeln även 2016.

## Idrottskarriär
Saida var baseballspelare under sin barndom, men miste vänster ben på grund av sjukdom vid tolv års ålder. Hans föräldrar introducerade honom då till rullstolsbasket med ett lokalt lag, för att ge honom nytt självförtroende efter sjukdomsperioden. Vid fjorton års ålder fick han möjlighet att prova på att spela rullstolstennis, vid ett seminarium i hemstaden. Saida blev intresserad och började spela rullstolstennis på allvar.
Saidas första paralympiska insats var vid de paralympiska spelen 1996 i Atlanta i USA. Där deltog han både i singel och i dubbel vid tävlingarna i rullstolstennis, men åkte ut i andra omgången i båda grenarna. Vid de paralympiska spelen 2000 i Sydney, Australien nådde Saida en åttondeplats, både i singel och i dubbel. Vid de paralympiska spelen 2004 i Aten erövrade Saida en guldmedalj i dubbel tillsammans med Shingo Kaneida, efter att ha besegrat det franska dubbelparet Michaël Jeremias och Lahcen Majdi. Vid de paralympiska spelen 2008 i Peking kunde de inte upprepa bragden, men erövrade bronsmedaljen. Vid de paralympiska spelen 2012 i London nådde dubbelparet kvartsfinal, medan Saida i singeln åkte ut redan i andra omgången. Vid paralympiska spelen 2016 i Rio de Janeiro erövrade Saida tillsammans med Kunieda åter bronsmedalj.
I Grand Slam-dubbel har Saida vunnit Australian Open 2008, Wimbledon 2006 och US Open 2007.
47 år gammal intervjuades han 2019 och sa då att han kommer att fortsätta sin idrottskarriär och utvecklas "så länge jag själv är min tuffaste kritiker".